# Plaça Major (Palma)
La Plaça Major és una de les principals places de Palma. Està envoltada pel carrer de Sant Miquel, carrer Rubí i pel carrer Sindicat. Està situada a pocs metres d'altres monuments significatius com l'església de Sant Miquel i el Teatre Principal.
L'espai que ocupa la Plaça Major de Palma és el de l'antic convent de Sant Felip Neri i algunes cases veïnes. Té planta rectangular i el perímetre porticat, sobre el qual s'alcen edificis de tres o quatre pisos.

## Història
Fins a l'any 1823, la plaça va ser seu de la Inquisició. Un cop enderrocada la seu de la Inquisició, van passar deu anys abans que s'iniciessin les obres de la primera ala, que va ser acabada l'any 1838. Les obres es van prolongar fins ben entrat el segle xx, amb la construcció d'un aparcament subterrani i unes galeries comercials. Sortint cap a la plaça del Marquès del Palmer, al número 1 es troba l'edifici de l'Àliga amb el que comparteix l'estructura metàl·lica del cos inferior amb Can Rei, dos edificis de principis del segle xx, construïts seguint el model del Modernisme català, amb una abundant decoració a les façanes, on destaquen les ceràmiques policromades de la fàbrica mallorquina La Roqueta.